# Amyema
Amyema är ett släkte av tvåhjärtbladiga växter. Amyema ingår i familjen Loranthaceae.

## Dottertaxa tillAmyema, i alfabetisk ordning[1]
- Amyema acuta
- Amyema apoensis
- Amyema artensis
- Amyema arthrocaulis
- Amyema beccarii
- Amyema benguetensis
- Amyema benthamii
- Amyema bifurcata
- Amyema biniflora
- Amyema brassii
- Amyema cambagei
- Amyema canaliculata
- Amyema caudiciflora
- Amyema cauliflora
- Amyema celebica
- Amyema cercidioides
- Amyema congener
- Amyema conspicuum
- Amyema corniculata
- Amyema cuernosensis
- Amyema curranii
- Amyema dilatipes
- Amyema dolichopodum
- Amyema eburna
- Amyema edanoi
- Amyema enneantha
- Amyema fasciculata
- Amyema finisterrae
- Amyema fitzgeraldii
- Amyema friesiana
- Amyema gaudichaudii
- Amyema gibberula
- Amyema glabra
- Amyema gravis
- Amyema haematodes
- Amyema haenkeana
- Amyema halconensis
- Amyema hastifolia
- Amyema herbertiana
- Amyema hexameres
- Amyema hexantha
- Amyema hilliana
- Amyema incarnatiflora
- Amyema irrubescens
- Amyema kebarensis
- Amyema linophylla
- Amyema longipes
- Amyema lucasii
- Amyema luzonensis
- Amyema mackayense
- Amyema maidenii
- Amyema melaleucae
- Amyema microphylla
- Amyema miquelii
- Amyema miraculosa
- Amyema nestor
- Amyema nickrentii
- Amyema novae-brittaniae
- Amyema pachypus
- Amyema pendula
- Amyema plicatula
- Amyema polillensis
- Amyema polytrias
- Amyema preissii
- Amyema pyriformis
- Amyema quandang
- Amyema quaternifolia
- Amyema queenslandica
- Amyema rhytidoderma
- Amyema rigidiflora
- Amyema sanguinea
- Amyema scandens
- Amyema scheffleroides
- Amyema seemeniana
- Amyema seriata
- Amyema squarrosa
- Amyema strongylophylla
- Amyema subcapitatum
- Amyema tetraflora
- Amyema tetrapetala
- Amyema thalassia
- Amyema triantha
- Amyema tridactylum
- Amyema tristis
- Amyema umbellata
- Amyema urdanetensis
- Amyema wenzelii
- Amyema vernicosa
- Amyema verticillata
- Amyema whitei
- Amyema wichmannii
- Amyema villiflora